# Something Else!!!!
| 전문가 평가                          | 전문가 평가 |
| 평가 점수                            | 평가 점수   |
| 출처                                 | 점수        |
| ------------------------------------ | ----------- |
| Allmusic                             | [ 3 ]       |
| The Rolling Stone Jazz Record Guide  | [ 4 ]       |
| The Penguin Guide to Jazz Recordings | [ 5 ]       |
| Tom Hull                             | B+          |

《Something Else!!!!》는 미국의 재즈 색소폰 연주자 오넷 콜먼의 데뷔 음반이다. 1958년 9월 컨템포러리 레코드에 의해 발매되었다. 올뮤직에 따르면, 이 음반은 "재즈 세계를 뒤흔들었고" 블루스와 재즈의 결합에 활기를 불어넣었고 "아프리카 음악에서 그들의 '클래식' 시작에 블루스를 회복시켰다. 콜먼의 출력에서 그것은 전통적인 비밥 5중주 악기(색소폰, 코넷, 피아노, 베이스, 드럼)를 특징으로 한다는 점에서 특이하다.

## 배경
로스앤젤레스의 한 백화점에서 엘리베이터 운영자로 일하는 동안, 오넷은 10대 코넷 연주자 돈 체리, 콘트라베이스 연주자 찰리 헤이든, 드럼 연주자 에드 블랙웰과 빌리 히긴스 등 그의 특이한 재즈 작곡을 함께 탐험할 수 있는 음악가 그룹을 모았다. 콜먼은 컨템포러리 레코드의 음악 프로듀서 레스터 코닉을 체리의 비밥 베이시스트 친구 레드 미첼로부터 소개받았다. 다른 음악가들이 그 곡들이 너무 어렵다고 생각했을 때, 콜먼은 그 작곡들을 직접 공연하도록 초대받았다.

## 곡 목록
모든 곡들은 오넷 콜먼에 의해 작곡하였다.
| #  | 제목                           | 재생 시간 |
| -- | ------------------------------ | --------- |
| 1. | 〈Invisible〉                  | 4:11      |
| 2. | 〈The Blessing〉               | 4:45      |
| 3. | 〈Jayne〉                      | 7:17      |
| 4. | 〈Chippie〉                    | 5:37      |
| 5. | 〈The Disguise〉               | 2:46      |
| 6. | 〈Angel Voice〉                | 4:19      |
| 7. | 〈Alpha〉                      | 4:09      |
| 8. | 〈When Will the Blues Leave?〉 | 4:58      |
| 9. | 〈The Sphinx〉                 | 4:13      |